# Mario Scirea
Mario Scirea (nascido em 7 de agosto de 1964) é um ex-ciclista italiano. Ele montou em 29 edições do Tour de France entre 1989 e 2004. Também participou na prova de contrarrelógio por equipes de 100 quilômetros nos Jogos Olímpicos de 1988, em Seul.